# 撒馬利亞人 (電影)
《撒馬利亞人》（英語：The Samaritan）是一部2012年加拿大犯罪劇情片，由大衛·韋弗執導並與伊隆·馬斯泰合作編劇，山繆·傑克森主演。2012年5月18日在加拿大發行。劇情講述一名出獄的騙徒打算洗心革面，並結識了一名女性，但他的過去卻找上了自己。

## 演員
- 山繆·傑克森飾演佛利
- 盧克·科比飾演伊森
- 露絲·奈嘉飾演艾莉絲
- 黛博拉·卡拉·安格飾演海倫娜
- 湯姆·威爾金森飾演澤維爾
- 吉爾·貝羅斯飾演酒保比爾
- 艾倫·普爾飾演傑克

## 反響
《撒馬利亞人》在爛番茄上基於35條影評，新鮮度僅26%，平均評分為4.3／10；該網站共識：「《撒馬利亞人》由看上去厭煩的山繆·傑克森主演，是一部可笑的新黑色電影。」而在Metacritic上僅得37分。

## 外部連結
- 互联网电影数据库（IMDb）上《撒馬利亞人》的资料（英文）
- AllMovie上《撒馬利亞人》的资料（英文）
- Box Office Mojo上《撒馬利亞人》的資料（英文）
- Metacritic上《撒馬利亞人》的資料（英文）
- 爛番茄上《撒馬利亞人》的資料（英文）
- TCM电影资料库上《撒馬利亞人》的资料（英文）